# Plaça Mercadal (Balaguer)
La Plaça Mercadal és una plaça porticada de forma quadrada del municipi de Balaguer (Noguera) protegida com a bé cultural d'interès local.

## Descripció
Aquesta plaça està formada per cinc trams, tots ells amb la mateixa estructura. Amb una superfície aproximada de 7.000 m2, és la plaça medieval porticada més gran de Catalunya.
La distribució de les cases que hi ha aquesta plaça és més o menys homogènia. A la planta baixa hi ha dependències comercials: botigues, bancs, bars, etc. Als pisos superiors és on hi ha els habitatges familiars, avui dia algunes s'han convertit en despatxos.
Tots els arcs que hi ha a la plaça són de mig punt, entre els arcs i on comença l'edifici hi ha un espai que li dona un sentit ambulatori.

## Història
La Plaça Mercadal és un dels elements d'època medieval que encara es pot trobar a la ciutat de Balaguer.
Ha estat molt important al llarg de la història de Balaguer, com a centre social de la ciutat.